# Michael Reaves
Michael Reaves (San Bernardino, 14 settembre 1950 – Los Angeles, 20 marzo 2023) è stato uno scrittore e sceneggiatore statunitense.
È noto soprattutto per i suoi contributi alla realizzazione di numerose serie animate televisive degli anni Novanta tra le quali Gargoyles - Il risveglio degli eroi e Batman. Ha anche scritto romanzi, libri per ragazzi e sceneggiature originali. Ha spesso collaborato con Steve Perry.

## Biografia
Nato a San Bernardino, Reaves crebbe in una casa vicino al deserto del Mojave.
Raccontò di essere stato un ragazzino solitario, amante della fantascienza, dei film con cowboy e gangster e della letteratura, al punto che sin da giovanissimo sognava di diventare uno scrittore.
Durante l'adolescenza visse in prima persona la Guerra Fredda: con la crisi legata a Cuba il padre, che lavorava come civile presso la locale base militare, venne inviato in giro per gli Stati Uniti per preparare rampe di lancio su cui installare missili balistici. In questo periodo Michael venne affidato alle cure della nonna che viveva a Jackson, Tennessee. Qui frequentò le scuole medie, per poi tornare a San Bernardino nel 1965.
Alle scuole superiori cominciò a scrivere con continuità dei racconti brevi, senza però riuscire a pubblicarne nessuno. All'università cominciò a seguire un corso di scrittura e nel 1972 venne accettato in un laboratorio di scrittura horror e fantasy nel Michigan. Concluso il laboratorio raggiunse i genitori nella loro nuova residenza a Camden, in Alabama. Poi, all'inizio del 1974, si trasferì a Los Angeles.
Qui trovò lavoro come commesso in una libreria e nel 1975 riuscì a vendere la sua prima sceneggiatura per uno spettacolo dal vivo per bambini intitolato The Secrets of Isis.
È morto in un ospedale di Los Angeles il 20 marzo 2023 per complicazioni della malattia di Parkinson.

## Vita privata
Era divorziato e aveva tre figli.

## Libri

### Romanzi
- I, Alien (1978)
- Dragonworld (1979) - Scritto con Byron Preiss
- Darkworld Detective (1981)
- Hellstar (1984) - Scritto con Steve Perry
- The Shattered World (1984)
- Sword of the Samurai (1984) - Scritto con Steve Perry e Steve Leialoha
- Dome (1987) - Scritto con Steve Perry
- The Burning Realm (1988)
- The Omega Cage (1988) - Scritto con Steve Perry
- Street Magic (1991)
- Night Hunter (1995)
- Thong the Barbarian Meets the Cycle Sluts Of Saturn (1998) - Scritto con Steve Perry
- Voodoo Child (1998)
- Hell On Earth (2001)
- Mr. Twilight (2006)
- Batman: Fear Itself - Scritto con Steven-Elliot Altman
- Il ragazzo dei mondi infiniti (2007) - Scritto con Neil Gaiman

### Romanzi legati all'universo di Guerre stellari
- Darth Maul: Shadow Hunter (2001)
- MedStar I: Battle Surgeons (2004) - Scritto con Steve Perry
- MedStar II: Jedi Healer (2004) - Scritto con Steve Perry
- Death Star (2007) - Scritto con Steve Perry
- Jedi Twilight (2008)
- Street of Shadows (2008)
- Patterns of Force (2009)